# Processo per l'uccisione di Raffaele Sonzogno giornalista romano
Processo per l'uccisione di Raffaele Sonzogno giornalista romano è uno sceneggiato televisivo italiano del 1975.